# Bucharest Open 2019
The 2019 Bucharest Open — тенісний турнір, що проходив на кортах з ґрунтовим покриттям Arenele BNR у Бухаресті (Румунія). Відбувся вшосте. Належав до категорії International в рамках Туру WTA 2019. Тривав з 15 до 21 липня 2019 року.

## Очки і призові

### Розподіл очок
| Дисципліна       | П   | Ф   | ПФ  | ЧФ | 1/8 | 1/16 | Q   | Q3  | Q2  | Q1  |
| Одиночний розряд | 280 | 180 | 110 | 60 | 30  | 1    | 18  | 14  | 10  | 1   |
| Парний розряд    | 280 | 180 | 110 | 60 | 1   | Н/Д  | Н/Д | Н/Д | Н/Д | Н/Д |

### Розподіл призових грошей
| Дисципліна       | П       | F       | ПФ      | ЧФ     | 1/8    | 1/16   | Q3     | Q2   | Q1   |
| Одиночний розряд | $43,000 | $21,400 | $11,300 | $5,900 | $3,310 | $1,925 | $1,005 | $730 | $530 |
| Парний розряд    | $12,300 | $6,400  | $3,435  | $1,820 | $960   | Н/Д    | Н/Д    | Н/Д  |      |

## Учасниці основної сітки в одиночному розряді

### Сіяні
| Країна     | Гравчиня             | Рейтинг1 | Сіяна |
| ---------- | -------------------- | -------- | ----- |
| Латвія     | Анастасія Севастова  | 12       | 1     |
| Словаччина | Вікторія Кужмова     | 47       | 2     |
| Росія      | Вероніка Кудерметова | 59       | 3     |
| Словенія   | Тамара Зіданшек      | 61       | 4     |
| Румунія    | Сорана Кирстя        | 77       | 5     |
| Німеччина  | Лаура Зігемунд       | 82       | 6     |
| Іспанія    | Альона Большова      | 92       | 7     |
| Чехія      | Крістина Плішкова    | 94       | 8     |

- 1 Рейтинг подано станом на 1 липня 2019.

### Інші учасниці
Учасниці, що отримали вайлд-кард на участь в основній сітці:
- Ірина Бара
- Жаклін Крістіан
- Елена-Габріела Русе

Учасниці, що потрапили в основну сітку завдяки захищеному рейтингу:
- Бетані Маттек-Сендс

Нижче наведено гравчинь, які пробились в основну сітку через стадію кваліфікації:
- Мартіна ді Джузеппе
- Джеймі Форліс
- Патрісія Марія Тіг
- Сюй Шилінь

Такі тенісистки потрапили в основну сітку як Щасливі лузери:
- Анна Бондар
- Александра Каданцу
- Тереза Мрдежа
- Ізабелла Шинікова

### Знялись з турніру
- Маргарита Гаспарян → її замінила  Кайя Юван
- Полона Герцог → її замінила  Анна Бондар
- Івана Йорович → її замінила  Ізабелла Шинікова
- Кая Канепі → її замінила  Альона Большова
- Бетані Маттек-Сендс → її замінила  Тереза Мрдежа
- Юлія Путінцева → її замінила  Барбора Крейчикова
- Анна Кароліна Шмідлова → її замінила  Паула Бадоса
- Тереза Сміткова → її замінила  Варвара Флінк
- Сара Соррібес Тормо → її замінила  Олена Рибакіна
- Алісон ван Ейтванк → її замінила  Варвара Лепченко
- Тамара Зіданшек → її замінила  Александра Каданцу

- Альона Большова (травма правого гомілковостопного суглоба)
- Вероніка Кудерметова (травма правого гомілковостопного суглоба)

## Учасниці в парному розряді

### Сіяні
| Країна     | Гравчиня           | Країна  | Гравчиня            | Рейтинг1 | Сіяна |
| ---------- | ------------------ | ------- | ------------------- | -------- | ----- |
| Румунія    | Ірина-Камелія Бегу | Румунія | Ралука Олару        | 80       | 1     |
| Сербія     | Александра Крунич  | США     | Бетані Маттек-Сендс | 134      | 2     |
| Іспанія    | Лара Арруабаррена  | Румунія | Андрея Міту         | 145      | 3     |
| Словаччина | Вікторія Кужмова   | Чехія   | Крістина Плішкова   | 191      | 4     |

- Рейтинг подано станом на 1 липня 2019

### Інші учасниці
Нижче наведено пари, які отримали вайлдкард на участь в основній сітці:
- Ірина Бара /  Патрісія Марія Тіг
- Джорджа Кречун /  Іріна Фетекеу

Наведені нижче пари отримали місце як заміна:
- Елена Богдан /  Александра Каданцу

### Знялись з турніру
До початку турніру
- Івана Йорович (травма правого ліктя)
- Бетані Маттек-Сендс (knee pain)

Під час турніру
- Альона Большова (травма правого гомілковостопного суглоба)
- Патрісія Марія Тіг (травма лівого зап'ястка)

## Переможниці

### Одиночний розряд
- Олена Рибакіна —  Патрісія Марія Тіг, 6–2, 6–0

### Парний розряд
- Вікторія Кужмова /  Крістина Плішкова —  Жаклін Крістіан /  Елена-Габріела Русе, 6–4, 7–6(7–3)